# Honda VFR-800
Honda VFR-800 je sportovně-turistický motocykl od výrobce motocyklů Honda. Sportovní stránku podtrhuje vidlicový (2x2) čtyřválec o výkonu 109 koní s proměnlivým časováním ventilů (od roku 2002, model VTEC), turistické sklony podporuje velké, pohodlné sedlo, vysoký čelní štít a za příplatek kufry s kapacitou 115 litrů. Elegantního společníka dělá z VFR dvojice šikmých světlometů, integrované čiré blinky ve velké kapotáži, letmo uložené zadní kolo a výfuky pod sedlem.